# Дезінформування
Дезінформува́ння або дезінформа́ція (фр. des — заперечення, фр. information — інформація) — спосіб психологічного впливу, який полягає в намірі надання суб'єктові такої інформації, яка введе його в оману стосовно справжнього стану справ і створить викривлену реальність. Цього досягають поширенням перекручених, неповних або свідомо неправдивих відомостей з пропагандистською, військовою (введення противника в оману), комерційною чи іншою метою.
Існують різні способи проведення заходів із дезінформування, кожен з яких має власні позитивні та негативні риси. Конкретний вибір того чи іншого методу залежить безпосередньо від оперативної обстановки на конкретній ділянці діяльності спецслужби та завдань, які перед нею поставлені, тощо.

## Методи дезінформування
- Упереджене викладення фактів — вид дезінформування, який полягає в упередженому висвітленні тих чи інших фактів або іншої інформації щодо подій за допомогою спеціально підібраних правдивих даних у певні проміжки часу. Зазвичай за допомогою цього методу суб'єктові спрямувань доводять дозовано з постійно збільшуваним напруженням спеціально сформовану інформацію та підтримують у такому стані. Такий напружений стан суб'єкта підтримують шляхом постійного «підкидання» нових порцій строго обмежених даних у середовищі нестачі інформації.
- Дезінформування від зворотного — відбувається шляхом надання правдивих відомостей у спотвореному вигляді чи в такий спосіб, що об'єкт спрямувань сприймає їх як брехливі. Внаслідок застосування подібних заходів виникає становище, коли суб'єкт фактично знає правдиву інформацію про наміри чи конкретні дії протилежної сторони, але сприймаючи її неадекватно, не готовий протистояти негативному впливові.
- Термінологічне «мінування» — полягає у викривленні первинної правильної суті та принципово важливих, базових термінів і тлумачень світоглядного й оперативно-прикладного характеру.

## Вислови про дезінформацію
- Папа Римський Франциск визначив дезінформування в ЗМІ як становище, коли подається лише та інформація, яка комусь вигідна, і тоді глядачі чи слухачі вже не зможуть зробити правильні висновки, тому що не мають усіх складових:

|  | Найбільші гріхи медіа — це ті, що йдуть дорогою брехні, і їх є три: дезінформація, очорнення та знеславлення. А найважчий із них — це дезінформація [1] |
- Заступник секретаря Ради національної безпеки і оборони України, Вікторія Сюмар про події під час війни на сході України:

|  | Повідомлення російських журналістів про стрілянину між нібито «Правим сектором» та «самооборонівцями» в Слов'янську, обґрунтоване якимись «візитівками Яроша» та «невідомою зброєю», кількість загиблих, яка зростає з кожною годиною, якісь «подробиці», доказів яких ніхто не бачив, — це ідеальний зразок російської пропаганди, який нині тиражує чимало не лише російських, а й іноземних ЗМІ. Російські ЗМІ сьогодні — головне джерело дезінформації про Україну [2] |
- Генерал Секурітате Іон Міхай Пачепа про те, як Йосип Сталін написав на доповіді розвідки, яка повідомляла, що Адольф Гітлер нападе на Радянський Союз у червні 1941 року:

|  | Ви можете надсилати своє «джерело» до йоб**ної матері. Це дезінформація [3] |
- Генеральний секретар НАТО, Андерс Фог Расмуссен:

|  | Росія в рамках своїх складних інформаційних і дезінформаційних операцій активно взаємодіє з так званими неурядовими організаціями — екологічними організаціями, які працюють проти сланцевого газу — щоб зберегти європейську залежність від імпортованого російського газу [4] |

## Приклади

### Друга світова війна
Введення противника в оману щодо термінів і напрямків головних ударів належить до важливих чинників успіху наступальної операції або битви.
Серед відомих прикладів таких операцій з дезінформації — введення противника в оману - можна назвати операцію «Фортитьюд» (травень-червень 1944 року), яка відвернула увагу німецького командування та переконала його, що висадка союзників якщо і буде, то в Скандинавії та в Па-де-Кале. Німецьке командування було переконане, що союзники намагатимуться захопити великий порт (подібно до невдалого рейду на Дьєпп в 1942 році) з метою постачання боєприпасів і провіанту для угрупування військ.

#### Огляд
Словник КДБ 1972 року давав таке визначення «дезінформаційним відомостям»:
|  | Дезінформаційні відомості (рос. дезинформационные сведения) — спеціально підготовлені відомості для створення у супротивника невірного уявлення про дійсність, на основі якої він може ухвалювати рішення, вигідні стороні, що дезінформує. Дезінформаційні відомості для зручності називають «дезінформацією». Дезінформаційні відомості використовують не лише для власне дезінформаційних заходів, але й при вирішені оперативних завдань іншими методами. Дезінформаційні відомості використовують для маскування оперативних заходів, сил, та засобів органів державної безпеки а також як засіб впливу (при здійснені оперативних експериментів, під час яких супротивника знайомлять із «таємними» матеріалами, при проведені оперативних комбінацій, при відволіканні зусиль супротивника на хибний об'єкт і так далі). |

Методичне застосування дезінформації як зброї розпочалось в Радянському Союзі в 1923 році після створення за пропозицією заступника голови ВЧК-ГПУ Йосипа Уншліхта спеціальне бюро з ведення активної розвідки — дезінформації супротивника.
Книга про історію російської зовнішньої розвідки за редакцією Євгена Примакова зазначає, що:
|  | На різних етапах розвідувальної роботи операції з дезінформації спецслужб супротивників радянської влади мали кілька суто службових позначень: «акції впливу», «оперативна дезінформація», «активні заходи», «оперативні ігри», «заходи сприяння», тощо. Попри різницю в термінах, всі вони являли і являють певні цілеспрямовані дії для введення в оману фактичного або потенційного супротивника відносно своїх справжніх намірів або можливостей, а також для отримання вигідної, практично недосяжної відкритими способами реакції «об'єкта впливу». |

Інколи суб'єкти таких «активних заходів» помилково вважали, що Радянський Союз ставив за мету дезінформації лише спаплюження чи приниження їхньої репутації. Однак наведена цитата засвідчує, що мета могла бути складнішою: спонукати супротивника вчинити необхідні СРСР дії.
Станом на 1960-ті відділ «Д» КДБ, відповідальний за операції з дезінформування, мав у штаті від 40 до 50 осіб, які здійснювали розробку операцій, які потім виконувались «резидентурами» в окремих країнах. У 1970-му департамент Д був підсилений та перетворений на «Директорат А».
За спогадами учасників тих подій, служби державної безпеки країн реального соціалізму створювали подібні відділи за взірцем КДБ СРСР. Наприклад, в 1962—1963 роках в Штазі почалось створення окремого відділу для здійснення активних заходів. Цей відділ проіснував аж до краху радянської системи та возз'єднання Німеччини 1989 року. Основною мішенню для його діяльності була західна Німеччина, натомість радянський КДБ був зосереджений на боротьбі проти Сполучених Штатів аж до свого розпаду 1991 року.
Тогочасний голова першого головного управління (зовнішня розвідка) КДБ СРСР Леонід Шебаршин назвав головною метою «активних заходів» «завдання політичної та моральної шкоди нашому опонентові, Сплученим Штатам. Ми намагались послабити їх позиції під час переговорів та посіяти непорозуміння у відносинах між західними партнерами». Дозвіл на здійснення операцій КДБ мало отримувати в Політбюро ЦК КПРС, а з середини 1980-х — у Михайла Горбачова.
Протягом «Холодної» війни відбулися численні «активні заходи». Наприклад, у квітні 1949 року в Парижі та Празі був створений сурогат радянських спецслужб — Світова рада миру. Новостворена організація проголосила головною метою «захист миру у всьому світі та боротьбу з агресією, з пропагандою та спробами ворогів народу спровокувати третю світову війну». Оскільки пацифістичні настрої тоді були досить поширеними, кремлівське керівництво сподівалося на широку підтримку новоствореного сурогату радянських спецслужб. Проте організація була скомпрометована, коли лише за місяць до її створення комуністичні партії Італії та Франції заявили, що як і під час Радянсько-нацистського союзу зрадять власні країни на користь СРСР. На той час, після «ліквідації» Комінтерну, компартії закордоном перебували під управлінням міжнародного відділу центрального комітету комуністичної партії Радянського Союзу.

#### Вигадані історії

##### Біологічна зброя у Корейській війні
На початку 1952 року радянські спецслужби використали Світову раду миру для поширення брехні про начебто застосування Сполученими Штатами біологічної зброї під час війни в Кореї. Спочатку радянські спецслужби скористалися західними журналістами, ідейними комуністами, а згодом і завербованими агентами КДБ для розміщення в ЗМІ повідомлень про начебто застосування біологічної зброї в Кореї. В березні-квітні 1952 року до Китаю та Кореї прибула міжнародна делегація, в складі якої були члени національних відділень Світової ради миру. Ця делегація підтвердила застосування біологічної зброї.
Згодом від імені членів цієї делегації стали виходити книжки типу «Schwarzbuch über den Bakterienkrieg», які «засвідчили» злочини американської воєнщини. Їхні автори, як наприклад, Гейнріх Брандвайнер (нім. Heinrich Brandweiner), отримували різні премії та винагороди від КПРС.
Американський уряд рішуче заперечив висунуті звинувачення та звернув увагу на роль Радянського Союзу в поширенні брехні. В травні 1953 року, вже після смерті Сталіна, радянське керівництво вирішило, що ця історія завдає більше шкоди, ніж користі, та зажадало від Мао Дзедуна та Кім Іл Сунга припинити її поширення.
Відтоді згадки про біологічну зброю в Кореї стали стрімко згасати аж до 1999 року, коли Північна Корея скористалася цією легендою для зриву міжнародних інспекцій її ядерної програми. Як доказ була використана нещодавно видана книжка «The United States and Biological Warfare» авторства двох канадських вчених: і Стефана Ендікота (англ. Stephen Endicott, його батько свого часу отримав сталінську премію) та Едвард Хагерман (англ. Edward Hagerman).
І хоча вигадка про біологічну зброю з часом зійшла нанівець, СРСР вигадував нові теми дезінформації: начебто в 1985 році США та ПАР створили бомбу, яка вб'є всіх негрів і не зачепить осіб з білою шкірою. Інша версія казала про знищення арабів і збереження євреїв.

##### СНІД
Серед інших відомих прикладів дезінформації можна згадати звинувачення на адресу американських спецслужб у навмисному створенні вірусу ВІЛ/СНІД як біологічної зброї. КДБ дало старт цій історії 1985 року, розмістивши статті як в радянській, так й іноземній пресі. Вже у вересні 1986 року ця історія набула широкої популярності. На з'їзді Руху неприєднання в Хараре навіть була поширена стаття начебто трьох «французьких лікарів» (насправді жоден з них не був французьким лікарем), яка у псевдонауковому стилі демагогією та пересмикуванням «доводила» походження вірусу з лабораторії у Форт Детрік. При цьому жодних доказів не наводилося, а текст був сповнений найелементарнішими помилками.
Попри явну безглуздість стаття здобула широкий розголос у міжнародних ЗМІ, що було використано КДБ для роздмухування протестів проти розміщення військових баз США в країнах НАТО. Професійні провокатори спонукали місцеве населення завадити розгортанню американських баз, аби убезпечити себе від епідемії вірусу СНІДу, який навмисне розносили американські військові.
У відповідь Сполучені Штати довели до відома радянського керівництва, що у разі продовження цієї кампанії буде розірвана будь-яка співпраця в досліджені вірусу СНІД. Усвідомивши можливі втрати, КДБ було змушене згорнути зусилля з поширення цієї історії.
17 березня 1992 року походження брехливих звинувачень з КДБ було підтверджене Євгеном Примаковим.

### Російсько-українська війна
Від часу проголошення незалежності України Російська Федерація веде постійну інформаційну війну проти України. Особливо вона була посилена в роки правління проросійського режиму Януковича. На думку деяких оглядачів, від початку агресії Російської Федерації (лютий 2014) російська пропаганда набула форм геббельсівської пропаганди часів Другої світової війни.
Дослідники американського аналітичного центру RAND зазначають, що принаймні після війни проти Грузії 2008 року, Російська пропагандистська машина зазнала істотних змін. Російська пропаганда ефективно скористалась новими каналами для поширення своєї інформації при анексії Криму в 2014 році та під час війни на сході України, інтервенції до Сирії та ширшому протистоянні з країнами-членами НАТО. Російська пропаганда дуже інтенсивна, відірвана від реальності, та поширюється багатьма каналами. Також російська пропаганда стрімка, безперервна, повторювана, але їй бракує внутрішньої узгодженості. Дослідження з експериментальної психології свідчать, що такий підхід може бути досить ефективним. Крім того, саме ті чинники, які роблять подібну модель пропаганди ефективною, ускладнюють протидію, роблять традиційні методи контрпропаганди недієвими. Ефективності пропаганди, сприяє її інтенсивність (найкращий ефект досягається, коли людина чує дезінформацію від когось подібного собі) та оперативність (змінювати думку на іншу, важче).
З початком війни спроби Росії вплинути на громадську думку стали інтенсивнішими. Такі спроби були помічені в Німеччині німецькою контррозвідкою. В оприлюдненому восени 2016 року звіті було зазначено, що російські засоби масової інформації розпочали інтенсивну кампанію впливу на громадську думку в Німеччині, при цьому російська пропаганда не гребувала й дезінформацією. Серед основних державних джерел поширення такої інформації були названі:
- Телеканал RT (Russia Today) з багатьма каналами мовлення та охопленням аудиторії близько 700 млн чоловік по всьому світу.
- Платформа цифрового мовлення Sputnik News.
- Russia Beyond the Headlines — онлайн портал а також буклет, який поширюється разом із провідними газетами та журналами.
- Інтернет тролі.

Ці платформи намагаються створити собі образ противаги традиційним медіа та створити їм образ затятих брехунів (так зване нім. Lügenpresse). Важливу частину цільової аудиторії російської пропаганди в Німеччині становили російськомовні емігранти з країн колишнього СРСР.
Серед яскравих прикладів дезінформації став так званий «випадок Лізи» (нім. Fall Lisa), коли російські ЗМІ поширили сфабриковану історію про начебто зґвалтовану іноземцями дівчинку. В Україні широкого розголосу здобув сюжет 1-го каналу РТ в липні 2014 про «розіп'ятого в Слов'янську 3-річного хлопчика». Сюжет виявився звичайним інсценуванням-інсинуацією російських ЗМІ в якому знялася «свідок» — професійна провокаторка Галина Пишняк.

#### Операції під чужим прапором
Російські спецслужби здійснювали й операції під чужим прапором. Так, наприклад, в липні 2016 року інтернет-персонаж від імені «Правого сектора» заявив про несанкційоване проникнення до комп'ютерної мережі Польського міністерства оборони. Погрожуючи оприлюднити викрадені таємні документи цей персонаж став вимагати викуп у валюті Біткойн, еквівалент $50 тисяч.
При цьому, зловмисники потурбувались про те, аби створений ними персонаж виглядав як група волонтерів українського національно-патріотичного руху «Правий сектор». Зокрема, вони розмістили на своїх сторінках реквізити для збирання пожертв для українських військових.
Однак вимоги сплатити гроші були рішуче відкинуті керівництвом польського міністерства оборони, а сам «Правий сектор» категорично заперечив свою причетність до цього злочину.
На думку фахівців фірми CrowdStrike мета операції полягала в спробі дискредитувати українських військових, український національно-патріотичний рух, та вплинути на громадську думку в Польщі для погіршення ставлення до України.

### Коронавірусна хвороба
Після первинного спалаху Коронавірусної хвороби 2019 року (COVID-19), в інтернеті розповсюдились теорії змови та дезінформація щодо походження, поширення, та різних інших аспектів захворювання (вірусу). Стверджувалося, ніби вірус був біологічною зброєю із запатентованою вакциною, схемою контролю населення чи наслідком шпигунської операції.

### Президентські вибори в США у 2024 році
Кампанія з виборів президента США у 2024 році супроводжувалась поширенням у великих масштабах дезінформації, яка розповсюджувалась конкуруючими політичними партіями, низкою засобів масової інформації і користувачами соціальних медіа. Поширювали дезінформацію прихильники обох претендентів на президентську посаду, але найактивнішими відзначились ультраправі політичні діячі, які зазвичай підтримують політику російської федерації, сама російська федерація та соціальна мережа «Х», якою володіє Ілон Маск. Характерною рисою передвиборчої кампанії стало масоване поширення фейків саме через соціальні мережі групами користувачів, частина з яких була прихильниками республіканців або демократів. Але досить велика частина поширювачів складалась з незалежних користувачів, які об’єднувались у групи і допомогали одне одному просувати фейкові повідомлення, що пояснювалось політикою винагород для користувачів соціальних мереж за просування популярного контенту і слабкими запобіжниками проти поширення дезінформації, зокрема в мережі “X”. Наприклад, великого охоплення аудиторій досягло повідомлення про те, що «Ураган «Гелен» не був природним погодним явищем… і цю подію повністю зманіпулювала людина», а «Ураган «Мілтон» — це спрямований геоінженерний шторм, який використовують як зброю».

## Протидія

### Міжвідомча робоча група з активних заходів
Міжвідомча робоча група з активних заходів (англ. Active Measures Working Group) була створена адміністрацією Президента США Рональда Рейгана в 1981 році. Робоча група була спочатку підпорядкована Державному департаменту а згодом — Інформаційним агентством (англ. United States Information Agency, USIA). Група була створена з ініціативи працівників Державного департаменту з метою ефективнішої протидії радянській пропаганді. Також існують припущення, що робоча група була створена, оскільки фахівці ЦРУ з радянських активних заходів прагнули отримати можливість відкрито поширювати свої знахідки з більшим авторитетом, аніж це могло зробити саме ЦРУ.
Першим секретарем робочої групи був заступник державного секретаря Деніс Кукс (англ. Dennis Kux). До її складу входили представники ЦРУ, ФБР, міністерства оборони, агентства з роззброєння та контролем за обігом зброї, військової розвідки, міністерства юстиції, та інші.
В своїх дослідженнях робоча група не охопила всього спектру активних заходів. Натомість, вона зосередила увагу на протидії радянській дезінформації. Робоча група з активних заходів розробила механізми завдяки яким відстеження радянської дезінформації стала міжвідомчою роботою з протидії дезінформації, а не справою одного лише ЦРУ.
За час свого існування робоча група підготувала та оприлюднила низку відкритих доповідей.

### Комісія Євросоюзу
Зважаючи на велику кількість різного роду інформаційних скандалів, що вибухають у медіа та пресі з 2014 року, Євросоюз представив свій план боротьби з дезінформацією та фейковими новинами. Окрім класичних ЗМІ, чималу увагу приділили ще й соціальним мережам, що є найбільш сприятливим осередком розповсюдження неправдивих даних. Саме тому вищий орган виконавчої влади Євросоюзу запропонував низку заходів, що мають на меті зробити онлайн ЗМІ більш прозорими та чесними перед читачами. Зокрема, онлайн-платформи зобов'язуються створити Кодекс практики, за умовами котрого спонсорський контент, особливо політичного характеру, стане прозорішим; розробляться механізми боротьби з ботами; інформація про алгоритми роботи ресурсу має бути відкритою, щоб її могли перевірити сторонні тощо. Окрім базових необхідних розробок з підвищення рівня медіа грамотності серед населення країн ЄС, також пропонується підтримувати ці країни у разі кібер-загрози під час виборів. Ще однією інновацією, стануть фактчекінгові агентства.

### Ресурси, що викривають дезінформацію
- Європейський Союз: East StratCom Task Force
- Польща: «OKO.press[pl]»
- Чехія: «Seznam Zprávy[cs]»
- Україна: «Детектор медіа», «StopFake», «Центр протидії дезінформації»